# B-landslag
B-landslag är ett landslag inom främst lagsporter. Ett B-landslag är oftast ett seniorlandslag, men de uttagna anses inte vara tillräckligt kvalificerade för i A-landslaget. B-landslaget kan även användas för aktiva som varit skadade, men är på väg tillbaka, samt för att testa aktiva som presterat bra under säsongen, men har passerat åldern för att tas ut i pojk/flick-, ungdoms- och juniorlandslagen.

## B-landslag i olika sporter
Då två länder spelar A-landskamp i fotboll spelar ibland samma länder samma dag eller dagen innan en B-landskamp, som oftast avgörs på en lite mindre ort. På så viss kan det även fungera som en inkomstkälla för klubben på den mindre orten, som oftast har lag i lägre divisioner. B-landskamper kan även spelas fristående. B-landslag var populärt inom fotbollen under 1950- och 60-talen.
Om en B-landskamp redan på förhand anses bli för ojämn kan det lag som i förväg anses sämre skicka sitt A-landslag att möta ett B-landslag, för att på så vis försöka få till en jämnare match. Vid mindre turneringar, utan officiell mästerskapsstatus, används ibland B-landslag som utfyllnadslag, då ibland kallat "andralag", eller för att A-landslaget anses vara för starkt. Detta var under 1980- och 90-talen vanligt i bland annat ishockey under så kallade "helgcuper". I stafetterna i världscupen i längdåkning används numera även andralag, till exempel Norge II, Sverige II och så vidare, men inte i världsmästerskap och olympiska spelen.